# Гимназија Бечеј
Гимназија Бечеј је гимназија у Бечеју која је основана 11. маја 1990. године.

## Историја
Гимназија под називом Гимназија „Тодор Дукин” у Бечеју основана је одлуком о оснивању Гимназије у Бечеју, коју је донела СО Бечеј на седници одржаној 11. маја 1990. године, број 07-011-24/90, са седиштем у улици Бориса Кидрича број 13. Школа је уписана у судски регистар код Окружног суда у Новом Саду решењем под бројем фи. 2211/90. Делатност школе је опште образовање из друштвених и природно–математичких наука за даље образовање.
Од школске 1993/94. године отвара се истурено одељење Гимназије Бечеј у Новом Бечеју. Простор, опрему и наставна средства и све кадрове за рад истурених одељења обезбеђује Техничка школа „Иво Лола Рибар” Нови Бечеј. Решењем Министарства просвете број 022-05-058/94-03 од 23.02.1995. године. утврђено је да Гимназија у Бечеју, одељења са седиштем Гимназије у Новом Бечеју, испуњава услове за први, други, трећи и четврти разред. Сваки разред има по једно одељење.
Од школске 2004/05. године, системом нових мрежа школа у Србији и решењем ПСОК Војводине, Гимназија Бечеј остаје без истурених одељења гимназије у Новом Бечеју. Ученици II, III и IV разреда Гимназије Бечеј, одељења у Новом Бечеју настављају школовање у Техничкој школи „Иво Лола Рибар” која се формира као Мешовита средња школа од школске 2004/05. године.
На основу правомоћног решења Покрајинског завода за заштиту споменика културе Војводине забележено да зграда Гимназије Бечеј има својства споменика културе.